# (13115) Jeangodin
(13115) Jeangodin ist ein Asteroid des Hauptgürtels, der am 17. September 1993 vom belgischen Astronomen Eric Walter Elst am La-Silla-Observatorium (IAU-Code 809) der Europäischen Südsternwarte in Chile entdeckt wurde.
Der Asteroid wurde am 9. April 2009 nach dem französischen Naturforscher und Kartografen Jean Godin (1712–1792) benannt, der ab dem Jahr 1735 an der Expedition der französischen Akademie der Wissenschaften in das Vizekönigreich Peru zur Messung der Figur der Erde teilnahm.